# Hans Beenakker
Johannes Beenakker (Ede, 13 januari 1966) is een Nederlands agrarisch econoom, politicus en bestuurder. Hij is lid van de VVD. Sinds 8 januari 2024 is hij burgemeester van Krimpenerwaard.

## Biografie
Beenakker studeerde agrarische economie aan de Landbouwhogeschool Wageningen met als afstudeerrichting landbouwpolitiek en recht. Van 1990 tot 1999 bekleedde hij verschillende beleidsfuncties, onder andere bij het ministerie van Landbouw, Natuurbeheer en Visserij.
Voor zijn burgemeesterschap was Beenakker van 1999 tot 2002 wethouder en locoburgemeester van Voorburg. In deze periode was hij onder meer lid van de stuurgroep die de fusie met Leidschendam heeft voorbereid. Toen Voorburg opging in de nieuwe gemeente Leidschendam-Voorburg, was hij daar tot 2004 wethouder van verkeer, ruimtelijke ordening en economische zaken en locoburgemeester.
Op 16 september 2004 werd Beenakker burgemeester van Asten. Vanaf 9 januari 2012 was hij burgemeester van Tiel. Sinds 8 januari 2024 is hij burgemeester van Krimpenerwaard.
Beenakker trouwde en kreeg twee dochters en een zoon.